# Linuche aquila
Linuche aquila är en manetart som beskrevs av Mayer 1910. Linuche aquila ingår i släktet Linuche och familjen Linuchidae. Inga underarter finns listade i Catalogue of Life.